# Céride

Molécule de palmitate de cétyle

Les cérides sont des esters d'alcools gras (c'est-à-dire des alcools à longue chaîne carbonée) et d'acides gras. 
Ce sont des homolipides (c'est-à-dire des lipides constitués uniquement de C, H et O).

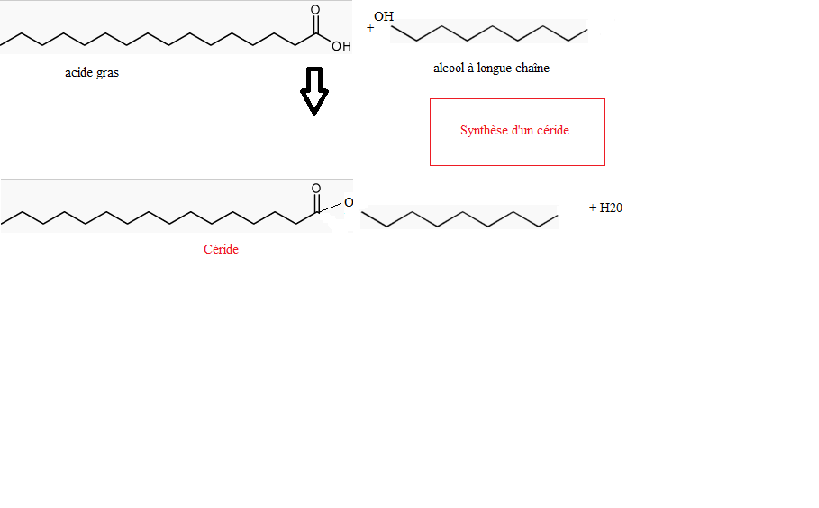
Synthèse des cérides

## Propriétés physiques
- Les cérides ont un point de fusion situé entre 60 et 100 °C.
- Ils sont très insolubles dans l'eau.
- Ce sont des composés inertes chimiquement.

## Rôles biologiques
Les cérides ont un rôle d'imperméabilisation. 
Ils forment la majeure partie des cires animales (abeille (palmitate de triacontanol), lubrifiant de la peau des mammifères, et sécrétion de la glande uropygienne des oiseaux) et végétales (cires de la cuticule, subérine des tissus subérifiés comme le liège, et des mycobactéries (dont celle responsable de la tuberculose)).
Ce sont des substances solides, incolores, insolubles dans l'eau, soluble dans le benzène, le chloroforme et chimiquement inertes.
Par exemple, le palmitate de cétyle présent dans le spermaceti (blanc de baleine): 
{\displaystyle \mathrm {H_{3}C-(CH_{2})_{14}-CO-O-CH_{2}-(CH_{2})_{14}-CH_{3}} }
Certains oiseaux sécrètent des cires par les glandes uropygiennes pour les rendre imperméables à l’eau mettant en avant le rôle protecteur que peuvent avoir les cérides.